# Fosfato
Il fosfato è un anione di formula PO3−4, talvolta indicato anche col nome desueto ortofosfato.
In questo ione il fosforo assume stato di ossidazione +5.
Consiste in un atomo di fosforo centrale circondato da quattro atomi di ossigeno, formanti un tetraedro. È la base coniugata dello ione idrogenofosfato HPO2−4, coniugato a sua volta nello ione diidrogeno fosfato H2PO−4.
I fosfati di metalli alcalini e di ammonio sono solubili in acqua, gli altri sono per lo più poco solubili o praticamente insolubili in acqua.

## Forme
In una soluzione acquosa, lo ione fosfato è in equilibrio chimico con altre tre forme protonate. A seconda del pH della soluzione acquosa si avranno le seguenti condizioni:
- soluzione fortemente basica, predomina lo ione fosfato (PO3−4);
- soluzione debolmente basica, predomina lo ione idrogenofosfato (HPO2−4);
- soluzione debolmente acida, predomina lo ione diidrogenofosfato (H2PO−4);
- soluzione fortemente acida, predomina la forma neutra acido fosforico (H3PO4).

Precisamente, considerando i seguenti equilibri:
H3PO4 ⇌ H+ + H2PO−4
H2PO4− ⇌ H+ + HPO2−4
HPO42− ⇌ H+ + PO3−4
le corrispondenti costanti a 25 °C (in mol/L) sono:
H2PO−4 = 7,5×10−3
HPO2−4 = 6,5×10−8
PO3−4 = 2,14×10−13
Per una soluzione fortemente basica (pH = 13), si nota che
{\displaystyle {\frac {[{\mbox{H}}_{2}{\mbox{PO}}_{4}^{-}]}{[{\mbox{H}}_{3}{\mbox{PO}}_{4}]}}\simeq 7,5\times 10^{10}{\mbox{ , }}{\frac {[{\mbox{HPO}}_{4}^{2-}]}{[{\mbox{H}}_{2}{\mbox{PO}}_{4}^{-}]}}\simeq 6,2\times 10^{5}{\mbox{ , }}{\frac {[{\mbox{PO}}_{4}^{3-}]}{[{\mbox{HPO}}_{4}^{2-}]}}\simeq 2,14}
cioè solo gli ioni PO3−4 e HPO2−4 sono in quantità significativa.
Per soluzioni neutre (pH = 7), si nota che
{\displaystyle {\frac {[{\mbox{H}}_{2}{\mbox{PO}}_{4}^{-}]}{[{\mbox{H}}_{3}{\mbox{PO}}_{4}]}}\simeq 7,5\times 10^{4}{\mbox{ , }}{\frac {[{\mbox{HPO}}_{4}^{2-}]}{[{\mbox{H}}_{2}{\mbox{PO}}_{4}^{-}]}}\simeq 0,62{\mbox{ , }}{\frac {[{\mbox{PO}}_{4}^{3-}]}{[{\mbox{HPO}}_{4}^{2-}]}}\simeq 2,14\times 10^{-6}}
quindi solo H2PO−4 and HPO2−4 sono in quantità significative (62% H2PO−4, 38% HPO2−4). Nel fluido extracellulare (pH = 7,4), questa proporzione è invertita (61% HPO2−4, 39% H2PO−4).
In una soluzione fortemente acida (pH = 1), si nota che
{\displaystyle {\frac {[{\mbox{H}}_{2}{\mbox{PO}}_{4}^{-}]}{[{\mbox{H}}_{3}{\mbox{PO}}_{4}]}}\simeq 0,075{\mbox{ , }}{\frac {[{\mbox{HPO}}_{4}^{2-}]}{[{\mbox{H}}_{2}{\mbox{PO}}_{4}^{-}]}}\simeq 6,2\times 10^{-7}{\mbox{ , }}{\frac {[{\mbox{PO}}_{4}^{3-}]}{[{\mbox{HPO}}_{4}^{2-}]}}\simeq 2,14\times 10^{-12}}
cioè H3PO4 è dominante rispetto a H2PO−4. HPO2−4 e PO3−4 sono praticamente assenti.
| Molecola  | fosfato         | idrogenofosfato    | diidrogenofosfato | acido fosforico |
| Stato     | ione            | ione acido         | ione acido        | acido           |
| Formula   | PO3−4           | HPO2−4             | H2PO−4            | H3PO4           |
| Struttura | Lo ione cloruro | Lo ione ipoclorito | Lo ione clorito   | Lo ione clorato |

I fosfati possono assumere forme polimeriche, tra cui ci sono il difosfato (P2O4−7) e il trifosfato (P3O5−10). Gli ioni metafosfato, di formula chimica PO−3, sono presenti in molti composti.

## Presenza sulla Terra

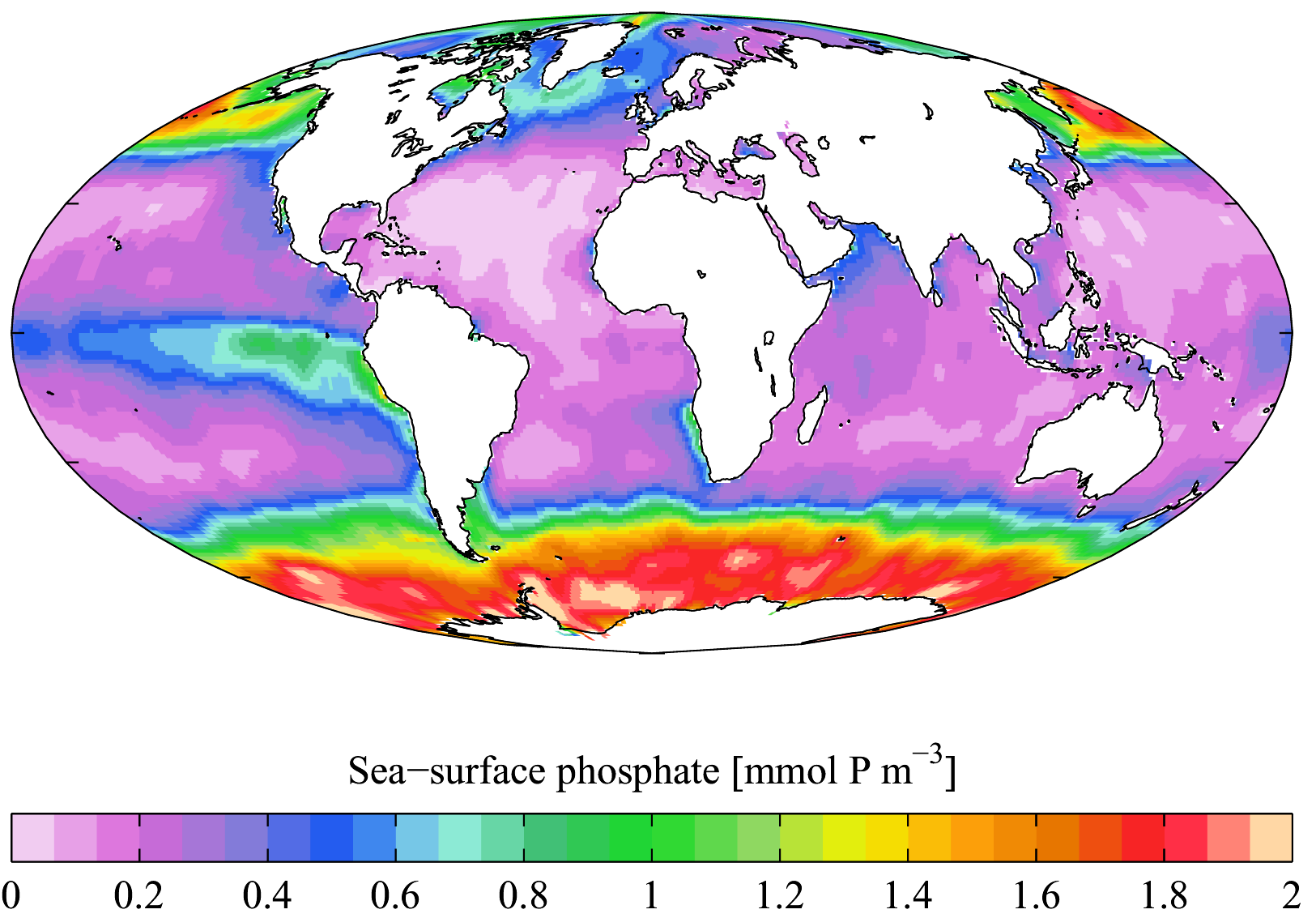
La concentrazione di ione fosfato nelle acque marine. Dove la concentrazione è eccessiva, si riscontrano dei processi di eutrofizzazione

### Riserve
I fosfati sono essenzialmente una risorsa non rinnovabile, ed ai tassi attuali di consumo le riserve dureranno ancora 300 anni.
I fosfati si trovano in vari minerali, diversamente dal fosforo elementare e dai fosfuri (qualche raro minerale fosfuro è stato rinvenuto su meteoriti).
In mineralogia e geologia, fosfato si riferisce ad una roccia contenente ioni fosfati.
Il più grande deposito di fosfati del mondo si trova in Marocco, a Khouribga, conosciuta come la capitale mondiale dei fosfati.
Il più grande deposito di fosfati del Nord America è situato nella Bone Valley, regione centrale della Florida, mentre depositi più piccoli sono presenti in Montana, Tennessee e Georgia.
Il piccolo Stato di Nauru è famoso per aver avuto depositi di fosfati di prima qualità, che però sono stati utilizzati eccessivamente.
Fosfati rocciosi si possono trovare anche in Egitto, Palestina e in Giordania, con annesse industrie di estrazione.
Depositi di fosfati possono contenere quantità significative di uranio. Secondo il Red Book del 2007, le riserve mondiali di uranio da fosfati assommano a circa 7 milioni di tonnellate al 1993, concentrati per oltre l'85% in Marocco, stime meno conservative arrivano a riportare fino a 22 milioni di tonnellate, considerando anche depositi marini ed organici di fosfati.

### Produzione
I tre principali paesi produttori di fosfato     (Cina, Marocco e Stati Uniti) rappresentano circa il 70% della produzione mondiale.
| Stato          | Produzione (milioni kg) | % sul totale mondiale (%) | Riserva mondiale (milioni kg) |
| -------------- | ----------------------- | ------------------------- | ----------------------------- |
| Algeria        | 1 200                   | 0,54                      | 2 200 000                     |
| Arabia Saudita | 3 300                   | 1,48                      | 956 000                       |
| Australia      | 2 600                   | 1,17                      | 1 030 000                     |
| Brasile        | 6 700                   | 3,00                      | 315 000                       |
| Cina           | 100 000                 | 44,83                     | 3 700 000                     |
| Egitto         | 5 500                   | 2,47                      | 1 250 000                     |
| Giordania      | 7 500                   | 3,36                      | 1 300 000                     |
| India          | 1 100                   | 0,49                      | 65 000                        |
| Iraq           | 200                     | 0,09                      | 430 000                       |
| 🇵🇸 Palestina   | 3 300                   | 1,48                      | 130 000                       |
| Kazakistan     | 1 600                   | 0,72                      | 260 000                       |
| Marocco        | 30 000                  | 13,45                     | 50 000 000                    |
| Messico        | 1 700                   | 0,76                      | 30 000                        |
| Perù           | 4 000                   | 1,79                      | 820 000                       |
| Russia         | 12 500                  | 5,60                      | 1 300 000                     |
| Senegal        | 1 000                   | 0,45                      | 50 000                        |
| Siria          | 750                     | 0,34                      | 1 800 000                     |
| Stati Uniti    | 27 600                  | 12,37                     | 1 100 000                     |
| Sudafrica      | 2 200                   | 0,99                      | 1 500 000                     |
| Togo           | 1 000                   | 0,45                      | 30 000                        |
| Tunisia        | 4 000                   | 1,79                      | 100 000                       |
| Vietnam        | 2 700                   | 1,21                      | 30 000                        |
| Altri Stati    | 2 600                   | 1,17                      | 380 000                       |
| Totale         | 223 000                 | 100                       | 69 000 000                    |

### Ruolo biologico
In un sistema biologico, il fosforo è presente sotto forma di ione fosfato sia nei liquidi biologici come tale (nel plasma a seconda del pH c'è certo rapporto idrogenofosfato/diidrogeno fosfato), ma anche incorporato in varie molecole.
In particolare possiamo distinguere
- fosfato organico: è incorporato in molecole organiche come  AMP, ADP e ATP (e quindi anche nelle catene di DNA e RNA), NADP e molte altre;
- fosfato inorganico: è il nome che diamo al fosfato incorporato nelle ossa.

Svolgendo questi ruoli è chiaro che lo ione fosfato è fondamentale in ogni organismo vivente.

## Applicazioni
I fosfati sono comunemente utilizzati come detergenti sotto forma di fosfato di sodio, ma, per l'azione eutrofizzante, sono vietati in alcune aree.
In agricoltura, lo ione fosfato è uno dei tre principali nutrienti delle piante, e per questo è un componente di diversi fertilizzanti.
I fosfati rocciosi sono ricavati dalle rocce sedimentarie, e, in passato, venivano solo polverizzati ed utilizzati senza nessun trattamento. Normalmente, adesso, vengono trattati chimicamente per avere superfosfati o fosfato di ammonio, che hanno una più alta concentrazione di ione fosfato e sono più solubili, quindi più assorbibili dalla piante. Riversati in fiumi, laghi e mari, i fosfati mettono a rischio la fauna marina.
L'uso eccessivo di fosfati, con il trasporto delle acque, può causare un serio inquinamento da fosfati, con conseguente eutrofizzazione delle alghe e deficit di ossigeno nelle acque. Questi fertilizzanti possono portare i pesci all'ipossia, con le stesse conseguenze dei detergenti sopra nominati.
Sali fosfati sono aggiunti occasionalmente all'acqua potabile pubblica per ridurre la quantità di piombo disciolta che precipita come sale insolubile.
L'industria del cibo usa i fosfati per diversi scopi. Ad esempio, nella produzione di carne, questi ioni solubilizzano le proteine.
Nei prodotti da forno, come biscotti e cracker, i pirofosfati acidi reagiscono con delle basi (solitamente il bicarbonato di sodio) dando la lievitazione chimica, più veloce della naturale, ma con un gusto decisamente differente.

## Ricerca dello ione fosfato
In chimica analitica esistono diversi saggi ad umido per determinare la presenza di ioni fosfato all'interno di una soluzione acquosa. Il test analitico più utilizzato è la ricerca ad umido per precipitazione del fosfato di ammonio e magnesio:
PO3−4 + MgCl2 + NH4OH + NH4Cl → NH4MgPO4↓
La miscela magnesica contenente MgCl2, NH4OH e NH4Cl rappresenta il reattivo del saggio. Il test è positivo in seguito a comparsa del precipitato di colore bianco.
Un altro metodo possibile, in genere utilizzato come test di conferma, è quello del molibdato d'ammonio. Il saggio va eseguito in ambiente acidificato con acido nitrico:
PO3−4 + HNO3 + (NH4)2MoO4 —Δ→ (NH4)3PO4·12MoO3↓
La soluzione contenente il fosfato e il molibdato deve essere riscaldata a bagnomaria. Il test è positivo se compare il precipitato di colore giallo.
In presenza di ioni che possono interferire con i saggi è inoltre possibile eseguire il test del nitrato d'argento:
PO3−4 + AgNO3 → Ag3PO4↓
È importante mantenere un pH neutro. Il test è positivo se compare il precipitato di colore giallo.